# Округ Морис (Њу Џерзи)
Морис (енгл. Morris County) је округ у америчкој савезној држави Њу Џерзи.

## Демографија
По попису из 2010. године број становника је 492.276, што је 22.064 (4,7%) становника више него 2000. године.
| Група             | 2000.           | 2010.           |
| Белци             | 385.582 (82,0%) | 369.551 (75,1%) |
| Афроамериканци    | 13.181 (2,8%)   | 15.360 (3,1%)   |
| Азијати           | 29.432 (6,3%)   | 44.069 (9,0%)   |
| Хиспаноамериканци | 36.626 (7,8%)   | 56.482 (11,5%)  |
| Укупно            | 470.212         | 492.276         |